# Pihani
Pihani è una suddivisione dell'India, classificata come municipal board, di 27.535 abitanti, situata nel distretto di Hardoi, nello stato federato dell'Uttar Pradesh.